# Caspar Mauritz von Schilder
Caspar Mauritz von Schilder (* um 1620; † April 1669) war Domherr in Münster.

## Leben
Caspar Mauritz von Schilder war ein Sohn der Eheleute Hermann Bernhard von Schilder zu Himminghausen und Margaretha Magdalena von Donop zu Wöbbel. Am 12. November 1664 wurde er durch den Zuspruch des Wilhelm von Fürstenberg für eine Dompräbende in Münster präsentiert und am 2. Dezember des Jahres aufgeschworen. So kam er in den Besitz der Pfründe.